# Parafia św. Anny w Łąsku Wielkim
Parafia Świętej Anny w Łąsku Wielkim – parafia rzymskokatolicka, znajdująca się w diecezji pelplińskiej, w dekanacie Koronowo.